# Holy Water
| 전문가 평가          | 전문가 평가 |
| 평가 점수            | 평가 점수   |
| 출처                 | 점수        |
| -------------------- | ----------- |
| AllMusic             | [ 1 ]       |
| Entertainment Weekly | B           |
| Select               | 2/5         |

《Holy Water》는 1990년 6월 12일에 발매된 영국의 하드 록 밴드 배드 컴퍼니의 아홉 번째 스튜디오 음반이며, 브라이언 하우가 리드 보컬리스트로 참여한 세 번째 음반이다.

## 배경
이 음반은 플래티넘을 기록하며 1,000,000장 이상 팔렸고, 빌보드 200 차트에서 35위까지 올랐다. 첫 번째 싱글 〈Holy Water〉는 1990년 여름, 밴드가 댐 양키스와 함께 미국 투어를 하면서 2주 동안 빌보드 록 트랙 차트에서 1위를 차지했다. 이 싱글 〈If You Need Somebody〉는 1991년 초에 히트하여 빌보드 핫 100 차트에서 16위, 록 트랙 차트에서 2위에 올랐다. 〈Boys Cry Tough〉 (3위), 〈Stranger Stranger〉 (9위), 〈Walk Through Fire〉 (28위)도 상당한 방송 횟수를 기록했다.

## 곡 목록
모든 곡들은 특별한 언급이 없는 한 브라이언 하우와 테리 토머스에 의해 작사/작곡하였다.
| #   | 제목                         | 작사·작곡                 | 재생 시간 |
| --- | ---------------------------- | ------------------------- | --------- |
| 1.  | 〈Holy Water〉               |                           | 4:06      |
| 2.  | 〈Walk Through Fire〉        |                           | 4:48      |
| 3.  | 〈Stranger Stranger〉        | 하우, 사이먼 커크, 토머스 | 4:51      |
| 4.  | 〈If You Needed Somebody〉   |                           | 4:21      |
| 5.  | 〈Fearless〉                 |                           | 3:32      |
| 6.  | 〈Lay Your Love on Me〉      | 믹 랠프스                 | 4:04      |
| 7.  | 〈Boys Cry Tough〉           |                           | 5:34      |
| 8.  | 〈With You in a Heartbeat〉  |                           | 4:34      |
| 9.  | 〈I Don't Care〉             |                           | 4:33      |
| 10. | 〈Never Too Late〉           | 랠프스, 토머스            | 3:42      |
| 11. | 〈Dead of the Night〉        | 랠프스, 토머스            | 3:40      |
| 12. | 〈I Can't Live Without You〉 | 랠프스, 토머스            | 3:50      |
| 13. | 〈100 Miles〉                | 커크                      | 1:57      |

## 인증
| 국가                       | 인증     | 판매량/출하량 |
| -------------------------- | -------- | ------------- |
| 캐나다 (뮤직 캐나다)       | 골드     | 50,000^       |
| 미국 (RIAA)                | 플래티넘 | 1,000,000^    |
| ^출하량을 기반으로 한 인증 |          |               |